# تجزیه ال‌یو
تجزیه ال‌یو (به انگلیسی: LU decomposition) در تجزیه و تحلیل عددی و جبر خطی ('ال یو' مخفف  انگلیسی 'پایین بالا' و همچنین به نام فاکتور گیری ال یو هم خوانده می‌شود) عوامل یک ماتریس به عنوان حاصل ضرب پایین مثلثی ماتریس و بالا مثلثی ماتریس فاکتور گرفته‌می‌شوند. 
PA = LU
که در آن L ماتریس پایین مثلثی و U ماتریس بالامثلثی و P ماتریس جایگشت(ماتریسی که از جابجایی سطرهای ماتریس همانی A حاصل شود)است.
تجزیه ال یو را می‌توان به عنوان شکل ماتریسی حذف گاوسی در نظر گرفت. رایانه‌ها معمولاً برای حل سیستم‌های معادلات خطی مربعی از تجزیه ال یو، استفاده می‌کنند این روش همچنین نیز یک گام کلیدی در هنگام محاسبه دترمینان یا محاسبه معکوس یک ماتریس به‌شمار می‌آید. تجزیه ال یو توسط ریاضیدانی بنام تادیوز بانچویچ Tadeusz Banachiewicz در سال ۱۹۳۸ ارائه شد.